# Funäsdalen
Funäsdalen ist ein Ort (tätort) in der schwedischen Provinz Jämtlands län und der historischen Provinz Härjedalen. Funäsdalen liegt ca. 135 km westlich von Sveg am Oberlauf des Flusses Ljusnan in der Gemeinde Härjedalen und ist ein wichtiges Fremdenverkehrszentrum. Im Dorf liegt das Gebirgsmuseum Härjedalens (Härjedalens fjällmuseum), das das Leben der Samen, Bergbauern und Grubenarbeiter dieser Region dokumentiert.

## Verkehr
Über die Passstraße Flatruetvägen besteht eine Verbindung nach Ljungdalen.

## Bilder

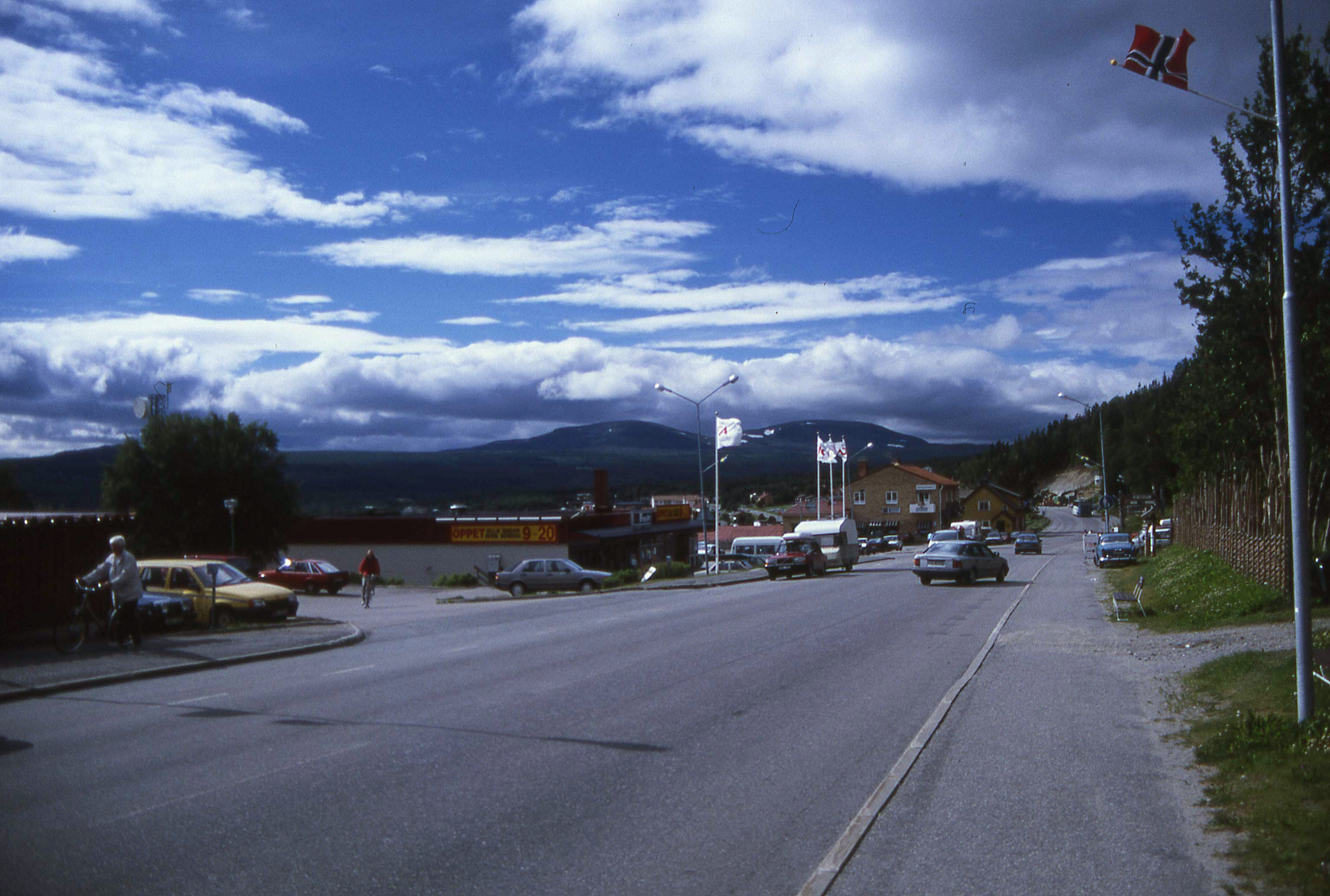
Zentrum von Funäsdalen 1997
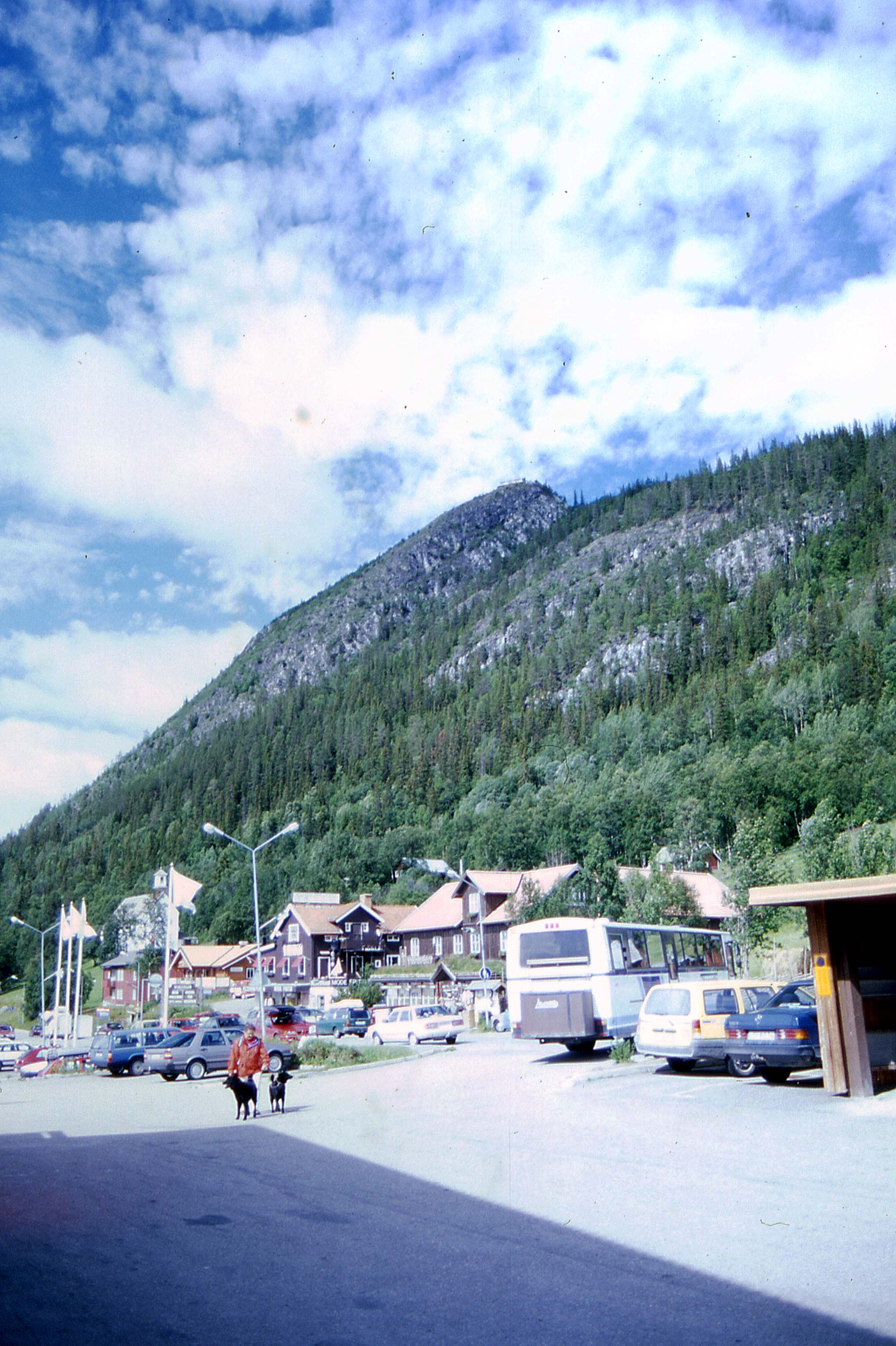
Funäsdalen, Funäsdalsberg

## Söhne und Töchter des Ortes
- Lars Nelson (* 1985), ehemaliger Skilangläufer